# Marija l-Maltija
A Marija l-Maltija (magyarul: Mária, a máltai lány) egy dal, amely Máltát képviselte az 1971-es Eurovíziós Dalfesztiválon. A dalt Joe Grech adta elő máltai nyelven.
A dal a máltai nemzeti döntőn nyerte el az indulás jogát.
A dal a szavazás során 52 pontot szerzett, vagyis az utolsó helyezett lett a dalfesztiválon.